# Деливрон, Карл Карлович
Карл Карлович Деливрон (Де Ливрон; 13 (25) октября 1838 — 1918) — российский адмирал (1909).

## Биография
Родился в семье морского офицера Карла Францевича Деливрона.
24 сентября 1844 года зачислен кадетом в Александровский кадетский корпус, из которого 23 августа 1849 года переведен в Морской кадетский корпус. 1 мая 1854 года произведен в чин гардемарина. С 10 мая по 12 сентября того же года на корабле «Бородино» участвует в обороне Кронштадта. В следующем году, с 8 мая по 9 июня на пароходо-фрегате «Смелый» и с 9 июня по 26 августа на винтовой лодке «Зарница» участвовал в крейсерстве по Финскому заливу. В составе отряда контр-адмирала Мофета участвовал в перестрелке с кораблями неприятеля у Толбухина маяка 4 августа 1855 года. 14 мая 1856 года произведен в чин мичмана.
В 1856—1859 годах исполнял обязанности вахтенного начальника винтовой лодки «Леший» и пароходофрегата «Гремящий», плавал в Финском заливе и на пароходо-фрегате «Гремящий» в заграничном плаванье. В 1859—1860 годах в должности вахтенного начальника совершил кругосветное плавание на 70-пушечном парусно-винтовом фрегате «Генерал-адмирал». 17 апреля 1862 года произведён в чин лейтенанта.
В 1862—1864 годах в должности вахтенного начальника совершил плавания на 45-пушечном парусно-винтовом фрегате «Ослябя» под командованием капитана 1-го ранга И. И. Бутакова. 5 августа 1864 года награждён орденом Святого Станислава 3-й степени.
В 1865—1868 годах в должности вахтенного начальника совершает плавания на винтовом фрегате «Генерал-адмирал» под командованием капитана 1-го ранга И. И. Бутакова и на броненосной батарее «Не тронь меня».
1 января 1867 года награждён орденом Святой Анны 3-й степени. 1 февраля 1869 года назначен старшим офицером монитора «Броненосец». Зимой того же года заведует школой морских минеров. 1 января 1870 года удостоился благодарности генерал-адмирала великого князя Константина Николаевича. В кампанию 1870 года исполнял должность флаг-офицера при начальнике 2-го отряда броненосной эскадры Свиты Его Императорского Величества контр-адмирала В. А. Стеценко. 1 января 1871 года награждён орденом Святого Станислава 2-й степени. В 1871 году снова назначен старшим офицером монитора «Броненосец». 1 января 1872 года произведён в чин капитан-лейтенанта. 19 мая того же года назначен командиром парохода «Ильмень». 1 января 1874 года награждён императорской короной к ордену Святого Станислава 2-й степени. 25 сентября 1875 года назначен командиром клипера «Джигит» и награждён шведским орденом Святого Олафа кавалерского креста.
В феврале 1879 года пришёл в Гонолулу и поступил в распоряжение русского консула на Гавайях. 3 марта 1880 года награждён гавайским орденом Калакауа командорского креста. 22 сентября 1880 года за выслугу 25 лет в офицерских чинах награждён орденом Святого Владимира 4-й степени с бантом. 1 января 1881 года произведён в чин капитана 1-го ранга. 1 января 1882 года награждён орденом Святой Анны 2-й степени. 21 мая 1882 года отчислен от должности командира клипера и назначен временным членом кораблестроительного отделения МТК. Одновременно, с 19 октября 1882 года являлся делопроизводителем комиссии по пересмотру «Морского устава» под руководством адмирала С. С. Лесовского.
2 апреля 1884 года назначен командиром крейсера «Адмирал Нахимов», с отчислением с 10 мая того же года от должности временного члена кораблестроительного отделения МТК. 20 мая 1885 года за труды по пересмотру «Морского устава» де Ливрону объявлено Высочайшее благоволение и денежная награда в размере 1000 рублей. 6-8 октября 1886 года руководил испытаниями крейсера «Адмирал Нахимов» на мерной миле. Испытания прошли вполне успешно. 5 октября 1887 года, во время стоянки на якоре у острова Драгэ, крейсер, которым командовал де Ливрон, удостоился Высочайшего посещения императора Александра III с супругой императрицей Марией Фёдоровной и в сопровождении датского принца Вольдемара. 4 января 1888 года награждён японским орденом Восходящего солнца 3-й степени.
1 января 1890 года отчислен от командования крейсером и назначен командиром броненосного корабля «Наварин». 9 июня того же года по совместительству назначен командиром 2-го флотского экипажа. Во время морской кампании 1890 года выполнял обязанности посредника в ходе манёвров флота. 1 января 1891 года произведен в чин контр-адмирала. 1 августа того же года награждён датским орденом Данеброга 1-й степени со звездой. 1 января 1892 года награждён орденом Святого Владимира 3-й степени. В 1893 году в должности председателя комиссии морских артиллерийских опытов участвовал в испытаниях «Макаровских» наконечников для бронебойных снарядов.
10 января 1892 года назначен начальником отряда судов в Средиземном море, подняв флаг на броненосном крейсере «Дмитрий Донской». В 1892—1893 годах плавал по Средиземному морю на эскадренном броненосце «Император Александр II» и крейсере «Азия». 2 марта 1892 года награждён турецким орденом Меджидие 1-й степени и в том же году награждён греческим орденом Спасителя 2-й степени. 4 февраля 1894 года назначен начальником учебно-артиллерийского отряда Балтийского флота. С 22 марта по 24 апреля того же года находился в заграничной командировке по осмотру европейских сталелитейных заводов и выбору системы ковочного пресса. 11 апреля того же года назначен по совместительству младшим флагманом 2-й флотской дивизии. В июне-июле 1894 года, подняв флаг на броненосце «Первенец», руководит учебными плаваниями учебно-артиллерийского отряда. По окончании кампании, 29 сентября, назначен председателем комиссии для производства экзаменов слушателям Артиллерийского Офицерского класса. 6 ноября 1894 года награждён орденом Святого Станислава 1-й степени.
С 7 ноября 1894 года исправлял должность главного инспектора морской артиллерии, одновременно являясь совещательным членом артиллерийского комитета Главного артиллерийского управления военного министерства. 15 августа 1895 года назначен младшим флагманом Практической эскадры Балтийского моря. Совершает практические плавания по Балтийскому морю, держа флаг на крейсере I ранга «Рюрик» и эскадренном броненосце «Наварин». В 1897 году назначен командиром Санкт-Петербургского порта с одновременным производством в чин вице-адмирала.
В 1903 году отчислен от должности командира порта и назначен членом Адмиралтейств-совета. 6 декабря 1904 года награжден орденом Белого Орла. 15 января 1906 года назначен председателем Особого комитета по организации Амурской флотилии. 6 декабря 1906 года де Ливрон произведён в чин адмирала. 6 февраля 1907 года удостоился Высочайшей благодарности «за полезные труды в Особом комитете по усилению военного флота на добровольные пожертвования». 6 декабря 1907 года награжден орденом Св. Александра Невского с пожалованием 25 января 1910 года алмазных знаков к нему. 28 августа 1909 года по достижении предельного возраста уволен в отставку.

## Семья
В 1872 году Карл Карлович женился на дочери контр-адмирала Анне Густавовне Эрдман. Их сын Александр Карлович (21.02.1886-18.07.1906) в 1905 году окончил Морской корпус с производством в чин мичмана и в 1905—1906 годах служил ревизором на минном крейсере «Финн», убит во время мятежа в Свеаборге. Дочь Нина Карловна де Ливрон (Энвальд) — супруга генерал-майора Михаила Васильевича Энвальда (1868—1928).